# Ostatnia zima wojny
Ostatnia zima wojny (nid. Oorlogswinter) – holendersko-belgijski dramat wojenny z 2008 roku w reżyserii Martina Koolhovena, zrealizowany na podstawie powieści z 1972 roku pod tym samym tytułem autorstwa Jana Terlouwa. Film był oficjalnym holenderskim kandydatem do Oscara dla najlepszego filmu nieanglojęzycznego, ale ostatecznie nie zdobył nominacji.

## Fabuła
Akcja filmu rozgrywa się w roku 1945. Trzynastoletni Michiel (Martijn Lakemeier) mieszka wraz z rodziną na okupowanej przez nazistów holenderskiej wsi. Znajduje w lesie rannego angielskiego pilota. Chłopak postanawia przetransportować go do pobliskiego miasteczka. Do udziału w akcji namawia swoją siostrę i wuja.

## Obsada
- Martijn Lakemeier jako Michiel van Beusekom
- Yorick van Wageningen jako Oom Ben
- Jamie Campbell Bower jako Jack
- Raymond Thiry jako Vader van Beusekom
- Melody Klaver jako Erica van Beusekom
- Anneke Blok jako Moeder van Beusekom
- Mees Peijnenburg jako Dirk Knopper
- Tygo Gernandt jako Bertus
- Dan van Husen jako Auer
- Ad van Kempen jako Schafter

## Produkcja
Zdjęcia kręcono na terenie Holandii (Megen, Woudrichem, Herwijnen, Zwolle) oraz Litwy (Wilno, Szyłokarczma).